# Orthocentrus primus
Orthocentrus primus är en stekelart som beskrevs av Charles Thomas Brues 1906. Orthocentrus primus ingår i släktet Orthocentrus och familjen brokparasitsteklar. Inga underarter finns listade i Catalogue of Life.